# Primera Nacional de Fútbol Femenino 2008-09
La temporada 2008-09 de la Primera Nacional de Fútbol Femenino se disputó entre el 7 de septiembre de 2008 y el 17 de mayo de 2009. Posteriormente se celebró la promoción de ascenso a la Superliga.

## Sistema de competición
Participan un total de 84 clubes, distribuidos en seis grupos de catorce equipos según criterios de proximidad geográfica. El torneo se desarrolla en cada grupo por un sistema de liga, en el que juegan todos contra todos, a doble partido -una en campo propio y otra en campo contrario- siguiendo un calendario previamente establecido por sorteo.
La clasificación final se establece con arreglo a los puntos obtenidos en cada enfrentamiento, a razón de tres por partido ganado, uno por empatado y ninguno en caso de derrota. Si al finalizar el campeonato dos equipos igualan a puntos, los mecanismos para desempatar la clasificación son los siguientes:
1. El que tenga una mayor diferencia entre goles a favor y en contra en los enfrentamientos entre ambos.
2. Si persiste el empate, se tiene en cuenta la diferencia de goles a favor y en contra en todos los encuentros del campeonato.

El club que suma más puntos al término del campeonato se proclama campeón de Primera Nacional y disputa la promoción de ascenso a la Superliga con el resto de campeones. De los seis campeones, dos ascienden finalmente a la máxima categoría, cuyos colistas desciende a Primera Nacional la siguiente temporada.
Los últimos clasificados de cada grupo de la Primera Nacional descienden a sus respectivas categorías territoriales, de donde ascienden cada año otros tantos equipos.

## Equipos 2008/09
| Equipos de País Vasco (8), Navarra (3), Aragón (2) y La Rioja (1). - Añorga KKE - Athletic Club "B" - Aurrerá de Vitoria - Eibar - Eibartarrak - Gure Txokoa Mariño - Oiartzun KE - SD San Ignacio - Zarautz KE - SD Lagunak "B" - CD Lodosa - San Juan de Pamplona - Prainsa Zaragoza "B" - San Juan de Mozarrifar - CA Revellín | Equipos de Galicia (5), Asturias (4), Castilla y León (4) y Cantabria (1). - Atlético Arousana - FVPR El Olivo - Orzán SD - Pontevedra CF - AF Val do Ulla - Barcia CF - Gijón FF - EF Mareo - Oviedo Moderno - CD Amigos del Duero - Casa Social Católica - Juventud Rondilla - Nuestra Señora de Belén - Reocín Racing |

| Equipos de Cataluña (12) y Islas Baleares (2). - FC Barcelona "B" - CD Blanes - RCD Espanyol "B" - UE L'Estartit "B" - CE Europa - Girona CF - FC Levante Las Planas - UE Lleida - Peña Blanc-Blava La Roca - CE Sant Gabriel - CFF Tortosa-Ebre - UE Vic - Sporting Ciutat de Palma - UD Collerense | Equipos de Madrid (5), Comunidad Valenciana (4), Castilla-La Mancha (3) y Murcia (2). - Atlético de Madrid "B" - Galáctico Pegaso - Rayo Vallecano "B" - AD Torrejón CF "B" - Torrelodones CF - DSV Colegio Alemán "B" - La Unión Manises - Levante UD "B" - Sp. Plaza de Argel - Fundación Albacete - CF La Solana - CD Miguelturreño - Apolo Properties Santomera - CD Beniel |

| Equipos de Andalucía (9) y Extremadura (5). - CD Algaidas - CF Al-Andalus Onuba - Atlético Jiennense - CD Benalmádena - Granada CF - CD Híspalis - AD Fútbol Base La Rambla - Peña Deportiva Rociera - CF Ufeco Mezquita - CFF Cáceres - SP Comarca Llanos Olivenza - Extremadura FCF - UD La Cruz Villanovense - E.Leclerc Trujillo | Equipos de Canarias (14). - UD Adaya Perdoma - CD Aguere - Agüimes CF - CD Arguineguín - UD Campana - Estrella Roja CF - CD Herbania - UD Las Torres - CD Orientación Marítima - CD Rayco - UD Tacuense - CD Tarsa - CF Unión Viera - Universidad de Las Palmas |

## Clasificaciones

### Grupo I
| Pos. | Equipo                 | PJ | G  | E | P  | GF  | GC  | DG  | Pts |
| ---- | ---------------------- | -- | -- | - | -- | --- | --- | --- | --- |
| 1.   | Oiartzun KE            | 26 | 20 | 3 | 3  | 78  | 18  | +60 | 63  |
| 2.   | Athletic Club "B"      | 26 | 19 | 4 | 3  | 99  | 19  | +80 | 61  |
| 3.   | San Juan de Mozarrifar | 26 | 19 | 4 | 3  | 62  | 25  | +37 | 61  |
| 4.   | Aurrerá de Vitoria     | 26 | 18 | 1 | 7  | 115 | 34  | +81 | 55  |
| 5.   | Gure Txokoa Mariño     | 26 | 13 | 4 | 9  | 53  | 37  | +16 | 43  |
| 6.   | Zarautz KE             | 26 | 11 | 3 | 12 | 51  | 62  | -11 | 36  |
| 7.   | SD San Ignacio         | 26 | 10 | 4 | 11 | 45  | 46  | -1  | 34  |
| 8.   | San Juan de Pamplona   | 26 | 10 | 4 | 12 | 44  | 46  | -2  | 34  |
| 9.   | Prainsa Zaragoza "B"   | 26 | 9  | 6 | 11 | 44  | 53  | -9  | 33  |
| 10.  | Añorga KKE             | 26 | 8  | 9 | 9  | 36  | 31  | +5  | 33  |
| 11.  | Eibar - Eibartarrak    | 26 | 8  | 7 | 11 | 37  | 45  | -8  | 31  |
| 12.  | CA Revellín            | 26 | 3  | 3 | 20 | 29  | 115 | -86 | 12  |
| 13.  | CD Lodosa              | 26 | 3  | 2 | 20 | 19  | 105 | -86 | 11  |
| 14.  | SD Lagunak "B"         | 26 | 2  | 2 | 22 | 19  | 95  | -76 | 8   |

Pts = Puntos; PJ = Partidos Jugados; G = Partidos Ganados; E = Partidos Empatados; P = Partidos Perdidos; GF = Goles Anotados; GC = Goles Recibidos
|  | Clasificado para la promoción de ascenso a Superliga |
|  | Desciende a Categoría regional                       |

### Grupo II
| Pos. | Equipo                  | PJ | G  | E | P  | GF  | GC  | DG  | Pts |
| ---- | ----------------------- | -- | -- | - | -- | --- | --- | --- | --- |
| 1.   | Oviedo Moderno          | 25 | 20 | 3 | 2  | 107 | 17  | +90 | 63  |
| 2.   | Reocín Racing           | 25 | 17 | 3 | 5  | 73  | 35  | +38 | 54  |
| 3.   | FVPR El Olivo           | 25 | 15 | 4 | 6  | 76  | 29  | +47 | 49  |
| 4.   | Pontevedra CF           | 25 | 14 | 2 | 9  | 51  | 27  | +24 | 44  |
| 5.   | Nuestra Señora de Belén | 25 | 12 | 6 | 7  | 43  | 34  | +9  | 42  |
| 6.   | Gijón FF                | 25 | 12 | 2 | 11 | 54  | 44  | +10 | 38  |
| 7.   | Atlético Arousana       | 25 | 11 | 4 | 10 | 62  | 44  | +18 | 37  |
| 8.   | Juventud Rondilla       | 25 | 11 | 4 | 10 | 49  | 66  | -17 | 37  |
| 9.   | Casa Social Católica    | 25 | 10 | 3 | 12 | 49  | 48  | +1  | 33  |
| 10.  | CD Amigos del Duero     | 25 | 9  | 4 | 12 | 39  | 42  | -3  | 31  |
| 11.  | EF Mareo                | 25 | 5  | 9 | 11 | 30  | 48  | -18 | 24  |
| 12.  | Orzán SD                | 25 | 6  | 5 | 14 | 56  | 80  | -24 | 23  |
| 13.  | Barcia CF               | 25 | 2  | 1 | 22 | 28  | 120 | -92 | 7   |
| 14.  | AF Val do Ulla          | 13 | 0  | 0 | 13 | 2   | 85  | -83 | -10 |

Pts = Puntos; PJ = Partidos Jugados; G = Partidos Ganados; E = Partidos Empatados; P = Partidos Perdidos; GF = Goles Anotados; GC = Goles Recibidos
|  | Clasificado para la promoción de ascenso a Superliga |
|  | Desciende a Categoría regional                       |

### Grupo III
| Pos. | Equipo                   | PJ | G  | E | P  | GF  | GC  | DG  | Pts |
| ---- | ------------------------ | -- | -- | - | -- | --- | --- | --- | --- |
| 1.   | UD Collerense            | 26 | 26 | 0 | 0  | 102 | 25  | +77 | 78  |
| 2.   | CE Sant Gabriel          | 26 | 19 | 3 | 4  | 104 | 43  | +61 | 60  |
| 3.   | RCD Espanyol "B"         | 26 | 15 | 4 | 7  | 89  | 40  | +49 | 49  |
| 4.   | Girona CF                | 26 | 13 | 5 | 8  | 42  | 38  | +4  | 44  |
| 5.   | UE Lleida                | 26 | 12 | 4 | 10 | 61  | 58  | +3  | 40  |
| 6.   | CFF Tortosa-Ebre         | 26 | 13 | 1 | 12 | 55  | 60  | -5  | 40  |
| 7.   | UE Vic                   | 26 | 11 | 3 | 12 | 52  | 61  | -9  | 36  |
| 8.   | Sporting Ciutat de Palma | 26 | 11 | 2 | 13 | 70  | 60  | +10 | 35  |
| 9.   | UE L'Estartit "B"        | 26 | 9  | 6 | 11 | 51  | 60  | -11 | 33  |
| 10.  | FC Barcelona "B"         | 26 | 9  | 6 | 11 | 53  | 41  | +12 | 33  |
| 11.  | CE Europa                | 26 | 9  | 2 | 15 | 49  | 62  | -13 | 29  |
| 12.  | Levante Las Planas       | 26 | 7  | 0 | 19 | 37  | 81  | -44 | 21  |
| 13.  | Peña Blanc-Blava La Roca | 26 | 6  | 2 | 18 | 42  | 90  | -48 | 20  |
| 14.  | CD Blanes                | 26 | 3  | 0 | 23 | 25  | 113 | -88 | 9   |

Pts = Puntos; PJ = Partidos Jugados; G = Partidos Ganados; E = Partidos Empatados; P = Partidos Perdidos; GF = Goles Anotados; GC = Goles Recibidos
|  | Clasificado para la promoción de ascenso a Superliga |
|  | Desciende a Categoría regional                       |

### Grupo IV
| Pos. | Equipo                 | PJ | G  | E | P  | GF | GC  | DG   | Pts |
| ---- | ---------------------- | -- | -- | - | -- | -- | --- | ---- | --- |
| 1.   | Atlético de Madrid "B" | 26 | 18 | 4 | 4  | 53 | 23  | +30  | 58  |
| 2.   | Fundación Albacete     | 26 | 16 | 3 | 7  | 67 | 33  | +34  | 51  |
| 3.   | Sp. Plaza de Argel     | 26 | 16 | 2 | 8  | 68 | 30  | +38  | 50  |
| 4.   | CD Miguelturreño       | 26 | 14 | 4 | 8  | 66 | 53  | +13  | 46  |
| 5.   | Rayo Vallecano "B"     | 26 | 12 | 9 | 5  | 44 | 24  | +20  | 45  |
| 6.   | Levante UD "B"         | 26 | 11 | 8 | 7  | 48 | 28  | +20  | 41  |
| 7.   | CF La Solana           | 26 | 11 | 7 | 8  | 51 | 32  | +19  | 40  |
| 8.   | La Unión Manises       | 26 | 12 | 4 | 10 | 41 | 38  | +3   | 40  |
| 9.   | AD Torrejón CF "B"     | 26 | 11 | 3 | 12 | 30 | 42  | -12  | 36  |
| 10.  | DSV Colegio Alemán "B" | 26 | 9  | 7 | 10 | 50 | 42  | +8   | 34  |
| 11.  | Apolo Properties       | 26 | 7  | 9 | 10 | 38 | 35  | +3   | 30  |
| 12.  | Torrelodones CF        | 26 | 6  | 6 | 14 | 39 | 53  | -14  | 24  |
| 13.  | Galáctico Pegaso       | 26 | 3  | 3 | 20 | 31 | 81  | -50  | 12  |
| 14.  | CD Beniel              | 26 | 0  | 3 | 23 | 13 | 114 | -101 | 0   |

Pts = Puntos; PJ = Partidos Jugados; G = Partidos Ganados; E = Partidos Empatados; P = Partidos Perdidos; GF = Goles Anotados; GC = Goles Recibidos
|  | Clasificado para la promoción de ascenso a Superliga |
|  | Desciende a Categoría regional                       |

### Grupo V
| Pos. | Equipo                  | PJ | G  | E | P  | GF | GC  | DG   | Pts |
| ---- | ----------------------- | -- | -- | - | -- | -- | --- | ---- | --- |
| 1.   | Atlético Jiennense      | 26 | 20 | 4 | 2  | 82 | 18  | +64  | 64  |
| 2.   | Comarca Llanos Olivenza | 26 | 20 | 4 | 2  | 98 | 25  | +73  | 64  |
| 3.   | CFF Cáceres             | 26 | 18 | 0 | 8  | 67 | 36  | +31  | 54  |
| 4.   | Granada CF              | 26 | 15 | 4 | 7  | 71 | 35  | +36  | 49  |
| 5.   | CD Algaidas             | 26 | 12 | 7 | 7  | 64 | 30  | +34  | 43  |
| 6.   | Ufeco Mezquita          | 26 | 13 | 3 | 10 | 85 | 68  | +17  | 43  |
| 7.   | FB La Rambla            | 26 | 12 | 4 | 10 | 40 | 32  | +8   | 40  |
| 8.   | CD Híspalis             | 26 | 11 | 6 | 9  | 52 | 34  | +18  | 39  |
| 9.   | E.Leclerc Trujillo      | 26 | 11 | 5 | 10 | 63 | 59  | +4   | 38  |
| 10.  | Extremadura FCF         | 26 | 11 | 2 | 13 | 40 | 51  | -11  | 35  |
| 11.  | Al-Andalus Onuba        | 26 | 7  | 5 | 14 | 46 | 64  | -18  | 26  |
| 12.  | Peña Deportiva Rociera  | 26 | 3  | 4 | 19 | 32 | 74  | -42  | 13  |
| 13.  | CD Benalmádena          | 26 | 2  | 6 | 18 | 25 | 89  | -64  | 12  |
| 14.  | La Cruz Villanovense    | 26 | 0  | 0 | 26 | 13 | 163 | -147 | -3  |

Pts = Puntos; PJ = Partidos Jugados; G = Partidos Ganados; E = Partidos Empatados; P = Partidos Perdidos; GF = Goles Anotados; GC = Goles Recibidos
|  | Clasificado para la promoción de ascenso a Superliga |
|  | Desciende a Categoría regional                       |

### Grupo VI
| Pos. | Equipo                    | PJ | G  | E | P  | GF  | GC  | DG   | Pts |
| ---- | ------------------------- | -- | -- | - | -- | --- | --- | ---- | --- |
| 1.   | UD Tacuense               | 26 | 24 | 0 | 2  | 134 | 22  | +112 | 72  |
| 2.   | Universidad de Las Palmas | 26 | 21 | 3 | 2  | 116 | 20  | +96  | 66  |
| 3.   | CD Rayco                  | 26 | 17 | 4 | 5  | 80  | 30  | +50  | 55  |
| 4.   | CD Arguineguín            | 26 | 16 | 5 | 5  | 130 | 43  | +87  | 53  |
| 5.   | CF Unión Viera            | 26 | 15 | 6 | 5  | 97  | 32  | +65  | 51  |
| 6.   | UD Las Torres             | 26 | 12 | 6 | 8  | 66  | 31  | +35  | 42  |
| 7.   | CD Orientación Marítima   | 26 | 11 | 6 | 9  | 56  | 41  | +15  | 39  |
| 8.   | CD Tarsa                  | 26 | 11 | 2 | 13 | 48  | 67  | -19  | 35  |
| 9.   | Agüimes CF                | 26 | 9  | 4 | 13 | 36  | 45  | -9   | 31  |
| 10.  | CD Aguere                 | 26 | 9  | 4 | 13 | 60  | 65  | -5   | 31  |
| 11.  | UD Adaya Perdoma          | 26 | 8  | 3 | 15 | 62  | 79  | -17  | 27  |
| 12.  | CD Herbania               | 26 | 2  | 3 | 21 | 25  | 134 | -109 | 9   |
| 13.  | UD Campana                | 26 | 2  | 1 | 23 | 12  | 144 | -132 | 7   |
| 14.  | Estrella Roja CF          | 26 | 1  | 1 | 24 | 12  | 181 | -169 | 1   |

Pts = Puntos; PJ = Partidos Jugados; G = Partidos Ganados; E = Partidos Empatados; P = Partidos Perdidos; GF = Goles Anotados; GC = Goles Recibidos
|  | Clasificado para la promoción de ascenso a Superliga |
|  | Desciende a Categoría regional                       |

## Promoción de ascenso

### Grupo A

#### Resultados
| 5 de junio de 2009, 11:30 (CET) | Oiartzun KE | 1:3 (1:1) | UD Tacuense                      | Campo Ugaldetxo, Oyarzun                              |                                                       |
|                                 | Rachael 44' | Reporte   | María José 14' 95' · Yazmina 60' | Asistencia: 200 espectadores Árbitro(s): Haro Márquez | Asistencia: 200 espectadores Árbitro(s): Haro Márquez |

| 14 de junio de 2009, 19:00 (CET) | UD Collerense                                         | 4:1 (2:1) | Oiartzun KE | Estadio Ca'n Caimari, Palma de Mallorca |                           |
|                                  | Patri 7' 68' · Pili 28' 46' (pen.) · Elena 50' (pen.) | Reporte   | Patri 13'   | Árbitro(s): Martín García               | Árbitro(s): Martín García |

| 21 de junio de 2009, 18:00 (CET) | UD Tacuense | 0:1 (0:0) | UD Collerense | Campo Pablos Abril de Taco, San Cristóbal de La Laguna      |                                                             |
|                                  |             | Reporte   | Patri 75'     | Asistencia: 500 espectadores Árbitro(s): Morales de la Rosa | Asistencia: 500 espectadores Árbitro(s): Morales de la Rosa |

#### Clasificación
| Pos | Equipo        | PJ | G | E | P | GF | GC | DG | Pts |
| --- | ------------- | -- | - | - | - | -- | -- | -- | --- |
| 1.  | UD Collerense | 2  | 2 | 0 | 0 | 5  | 1  | +4 | 6   |
| 2.  | UD Tacuense   | 2  | 1 | 0 | 1 | 3  | 2  | +1 | 3   |
| 3.  | Oiartzun KE   | 2  | 0 | 0 | 2 | 2  | 7  | -5 | 0   |

| Ascienden a Superliga UD Collerense |

### Grupo B

#### Resultados
| 7 de junio de 2009, 12:00 (CET) | Fundación Albacete    | 2:3 (0:1) | Oviedo Moderno              | Ciudad Deportiva, Albacete   |                              |
|                                 | Lauri 57' · Irene 67' | Reporte   | Yaiza 44' · Rosalía 47' 66' | Árbitro(s): Bleda Monteagudo | Árbitro(s): Bleda Monteagudo |

| 14 de junio de 2009, 11:00 (CET) | Atlético Jiennense | 5:2' | Fundación Albacete | Sebastián Barajas, Jaén |  |

| 21 de junio de 2009, 11:00 (CET) | Oviedo Moderno   | 1:0 (0:0) | Atlético Jiennense | Estadio Manuel Díaz Vega, Oviedo                           |                                                            |
|                                  | Laura Alonso 84' | Reporte   |                    | Asistencia: 1.200 espectadores Árbitro(s): López Abelleira | Asistencia: 1.200 espectadores Árbitro(s): López Abelleira |

#### Clasificación
| Pos | Equipo             | PJ | G | E | P | GF | GC | DG | Pts |
| --- | ------------------ | -- | - | - | - | -- | -- | -- | --- |
| 1.  | Oviedo Moderno     | 2  | 2 | 0 | 0 | 4  | 2  | +2 | 6   |
| 2.  | Atlético Jiennense | 2  | 1 | 0 | 1 | 5  | 3  | +2 | 3   |
| 3.  | Fundación Albacete | 2  | 0 | 0 | 2 | 4  | 8  | -4 | 0   |

| Asciende a Superliga Oviedo Moderno |